# Frytkownica

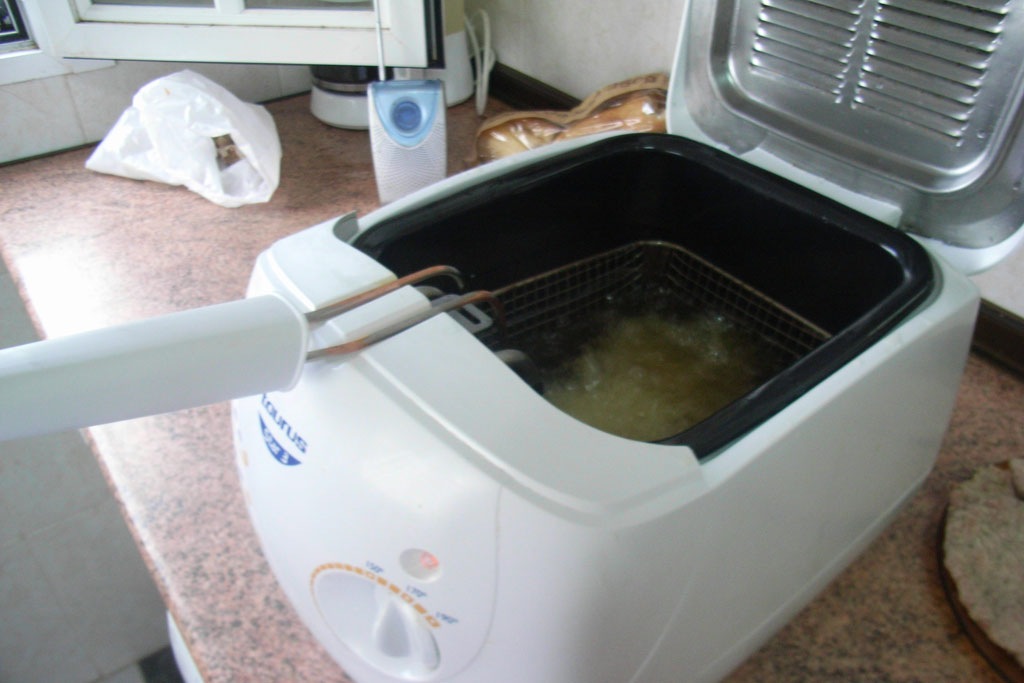
Domowa frytkownica do smażenia

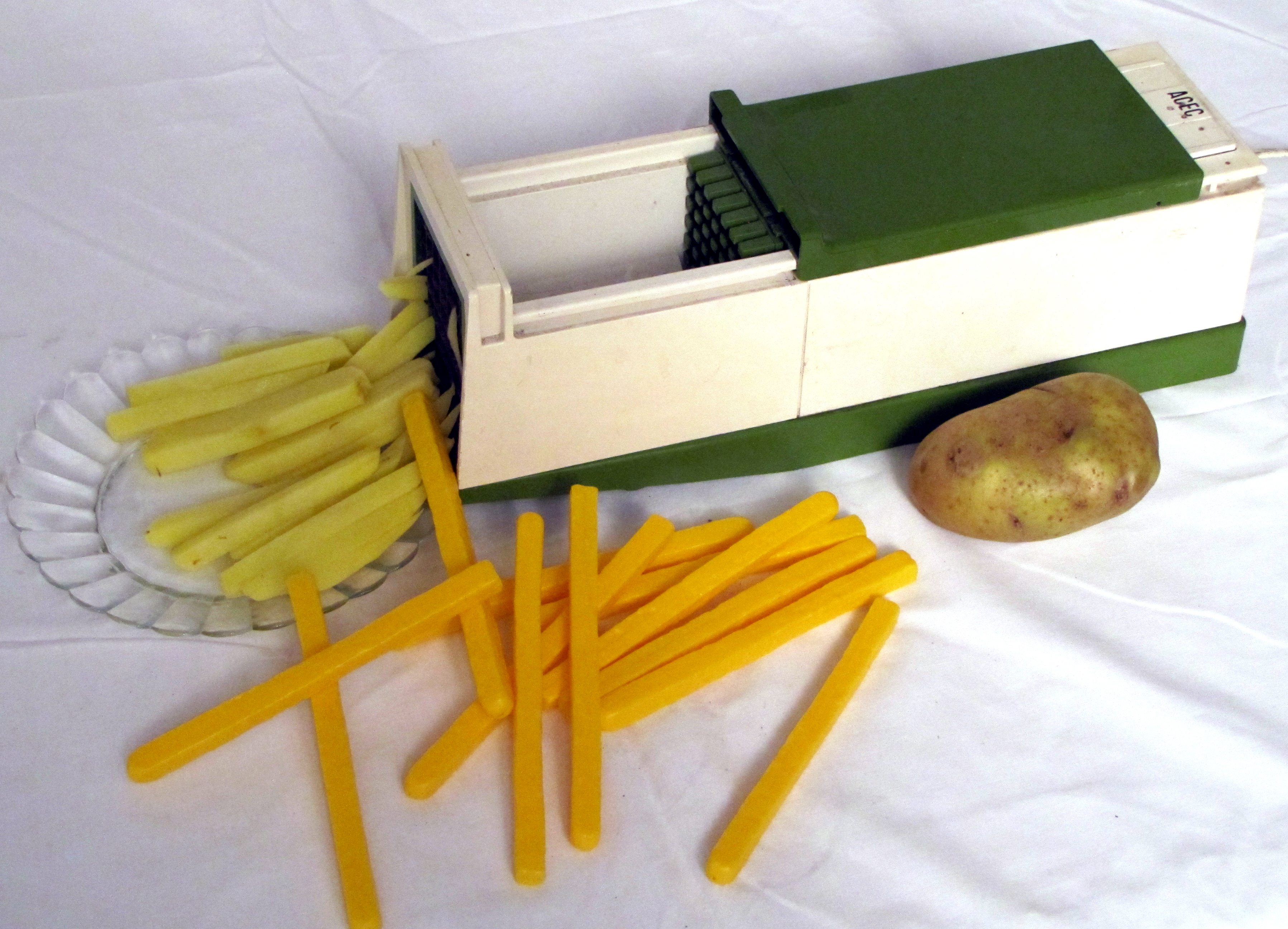
Domowa (elektryczna) frytkownica do cięcia ziemniaków w słupki

Frytkownica (frytownica) – urządzenie służące do smażenia potraw w gorącym oleju (fryturze), używane przede wszystkim do smażenia frytek. Nazwą tą określa się także urządzenie do cięcia ziemniaków w słupki.

## Opis
Do frytkownicy wlewa się różnego rodzaju olej, a następnie smaży się frytki, aż do uzyskania odpowiedniego koloru, smaku i miękkości. Frytkownica nierzadko zbudowana jest w formie miski z wnętrzem pokrytym powłoką teflonową, zapobiegającą przywieraniu.